# Natàlia Bíkova
Natàlia Bíkova (rus: Ната́лья Ви́кторовна Бы́кова)  (17 d'agost de 1958) va ser una jugadora d'hoquei sobre herba soviètica que va competir durant les dècades de 1970 i 1980. És la mare de la tennista Vera Zvonariova.
El 1980 va prendre part en els Jocs Olímpics de Moscou, on guanyà la medalla de bronze en la competició d'hoquei sobre herba.